# Budavári Várkápolna
A budai várban található középkori Várkápolnát (korábban: Alamizsnás Szent János-kápolna) Luxemburgi Zsigmond építette a 15. században, mint az egykori vártemplom alsó kápolnáját. Az 1686-os ostrom pusztítását túlélő gótikus kápolna évszázadokon át feküdt eltemetve egy barokk terasz alatt. Újjáépítése után 1963-ban a Budapesti Történeti Múzeum kiállításának része lett.

## Története
A budai vár első kápolnája valószínűleg a 14. században épült, I. Lajos uralkodása alatt. A kápolnát Eberhard Windecke krónikája említette. Windecke azt állította, hogy II. Károlyt 1386-ban gyilkosai támadták meg egy olyan helyiségben, ahonnan a királyi kápolna látható: „Konig Karle von Nopols erslagen zü Ofen in der vesten in der stuben, do sicht in die capell”. A kápolnát megemlítette Lorenzo de Monacis krónikája is, amelyet 1390 körül írtak. 
Zsigmond király alaposan átépítette a régi Anjou-palotát a 15. század első évtizedeiben. Pompás gótikus templomot emelt az egykori kápolna helyére. Homlokzata a belső palota udvara felé nézett, és a hosszú kancellária a palota keleti oldaláról vetült ki. A kancellária egy alacsonyabb templomra épült, ezt a megoldást a keskeny fennsíkon lévő helyhiány tette szükségessé. 21 m hosszú hajója és 11 m hosszú kancelláriája volt. A kétszintes királyi kápolnák nem voltak ritkák a középkori Európában. A budai vár pompás királyi temploma hasonló volt a híresebb párizsi Sainte-Chapelle-hez.
A régészeti kutatások igazolták a templom keltezését, mert az alsó templom ép téglapadlója alatt 15. századi rétegeket fedeztek fel. 
1489 novemberében II. Bajazid szultán elküldte Alamizsnás Szent János ereklyéit Mátyás királynak. A király az ereklyéket a királyi kápolnában helyezte el, amelyet újraszenteltek és reneszánsz bútorokkal díszítettek. 
1526-ban Budát a mohácsi csata után az oszmán törökök kifosztották. Az ereklyéket a menekülő klérus még időben megmentette, és Pozsonyba vitte, ahol ma is őrzik őket. Egy 1530-ból fennmaradt egyházi leltár még mindig a berendezési tárgyak gazdagságát mutatja. Később Szapolyai János király az alsó templomot bástyává alakította. A nagy gótikus ablakokat befalazták, csak az új, téglalap alakú kiskapukat hagyták nyitva.
1541-ben a törökök harc nélkül elfoglalták Budát, és a királyi templom megszűnt a keresztény istentisztelet helye lenni. A felső templomot 1686-ban Buda ostromában elpusztították, a romokat 1715-ben lebontották. Az alsó templom boltozata leesett, a belseje pedig szeméttel volt tele. A maradványokat két évszázadon át temették el az új barokk terasz alá. 
Az alsó templom romjait a régészek 1949-50-ben fedezték fel. A maradványokat 1953-ban visszatemették, a lehetséges rekonstrukcióval kapcsolatos koncepcionális viták miatt. A kápolnát végül 1963-ban rekonstruálták. 1990-ben újraszentelték.

## Fordítás
- Ez a szócikk részben vagy egészben  a   Buda Castle című angol Wikipédia-szócikk Castle chapel című fejezete ezen változatának fordításán alapul.  Az eredeti cikk szerkesztőit annak laptörténete sorolja fel. Ez a jelzés csupán a megfogalmazás eredetét és a szerzői jogokat jelzi, nem szolgál a cikkben szereplő információk forrásmegjelöléseként.